# 1981 en droit
Cet article présente les faits marquants de l'année 1981 en droit.

## Évènements
En France, l'année 1981 est marquée par l'arrivée au pouvoir de François Mitterrand, premier président de gauche de la Cinquième République et l'adoption des premières lois voulues par cette nouvelle majorité.

### Janvier
- 6 janvier: Nicole Pradain est nommée procureure générale de la Cour d’appel de Riom[1],[2].

### Juillet
- 28 juillet : adoption de la Charte africaine des droits de l'homme et des peuples à Nairobi (Kenya).

### Octobre
- 9 octobre, France : adoption de la loi abolissant la peine de mort, sur proposition du ministre Robert Badinter. Voir la page du Sénat traitant de cette loi.

## Décès
- 8 novembre : René Rodière, professeur de droit français, spécialisé en droit comparé, en droit maritime et en droit commercial (° 18 août 1907).